# Chudeč
Chudeč je malá vesnice, část obce Bezvěrov v okrese Plzeň-sever v Plzeňském kraji. Nachází se asi 2,5 kilometru jihovýchodně od Bezvěrova. Chudeč je také název katastrálního území o rozloze 3,81 km².

## Historie
První písemná zmínka o vesnici pochází z roku 1483.

## Obyvatelstvo
Při sčítání lidu v roce 1921 zde žilo 195 obyvatel (z toho 97 mužů) německé národnosti a římskokatolického vyznání. Podle sčítání lidu z roku 1930 měla vesnice 160 obyvatel: jednoho Čechoslováka a 159 Němců. I tentokrát všichni byli římskými katolíky.
| Rok            | 1869 | 1880 | 1890 | 1900 | 1910 | 1921 | 1930 | 1950 | 1961 | 1970 | 1980 | 1991 | 2001 | 2011 | 2021 |
| -------------- | ---- | ---- | ---- | ---- | ---- | ---- | ---- | ---- | ---- | ---- | ---- | ---- | ---- | ---- | ---- |
| Počet obyvatel | 139  | 160  | 169  | 173  | 185  | 195  | 160  | 56   | 66   | 42   | 34   | 40   | 33   | 40   | 33   |
| Počet domů     | 24   | 28   | 30   | 31   | 30   | 30   | 34   | 19   | 19   | 12   | 10   | 16   | 18   | 19   | 19   |

## Obecní správa
Při sčítání lidu v letech 1869–1930 Chudeč byl samostatnou obcí, se kterým patřil nejprve do okresu Teplá, ale v letech 1900–1930 v okrese Planá. V letech 1950–1975 byl osadou obce Dolní Jamné, se kterým patřil nejprve do okresu Toužim, ale v letech 1961–1975 v okrese Plzeň-sever. Od 1. ledna 1976 je částí obce Bezvěrov v okrese Plzeň-sever.

## Galerie

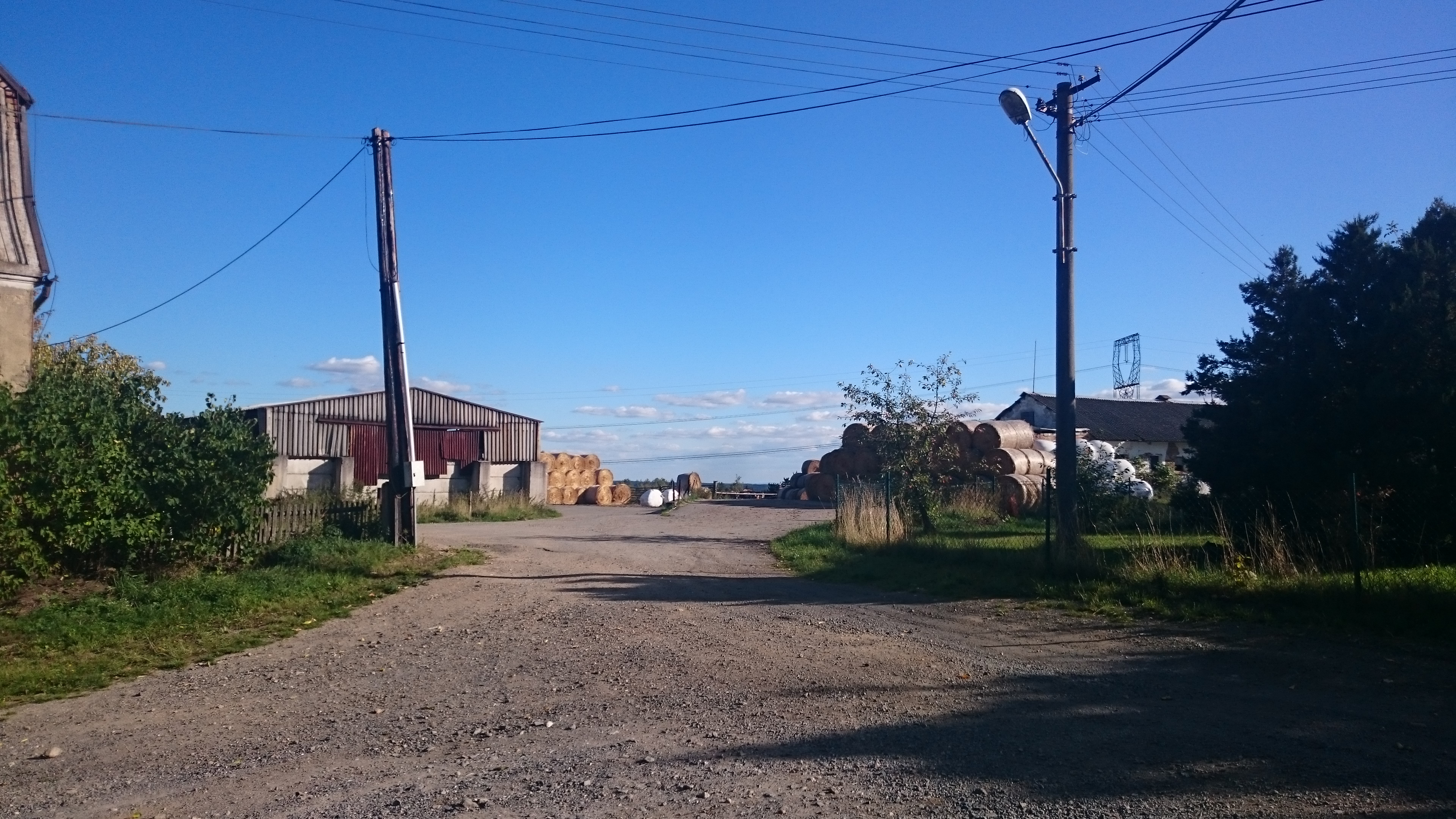
Velkostatek
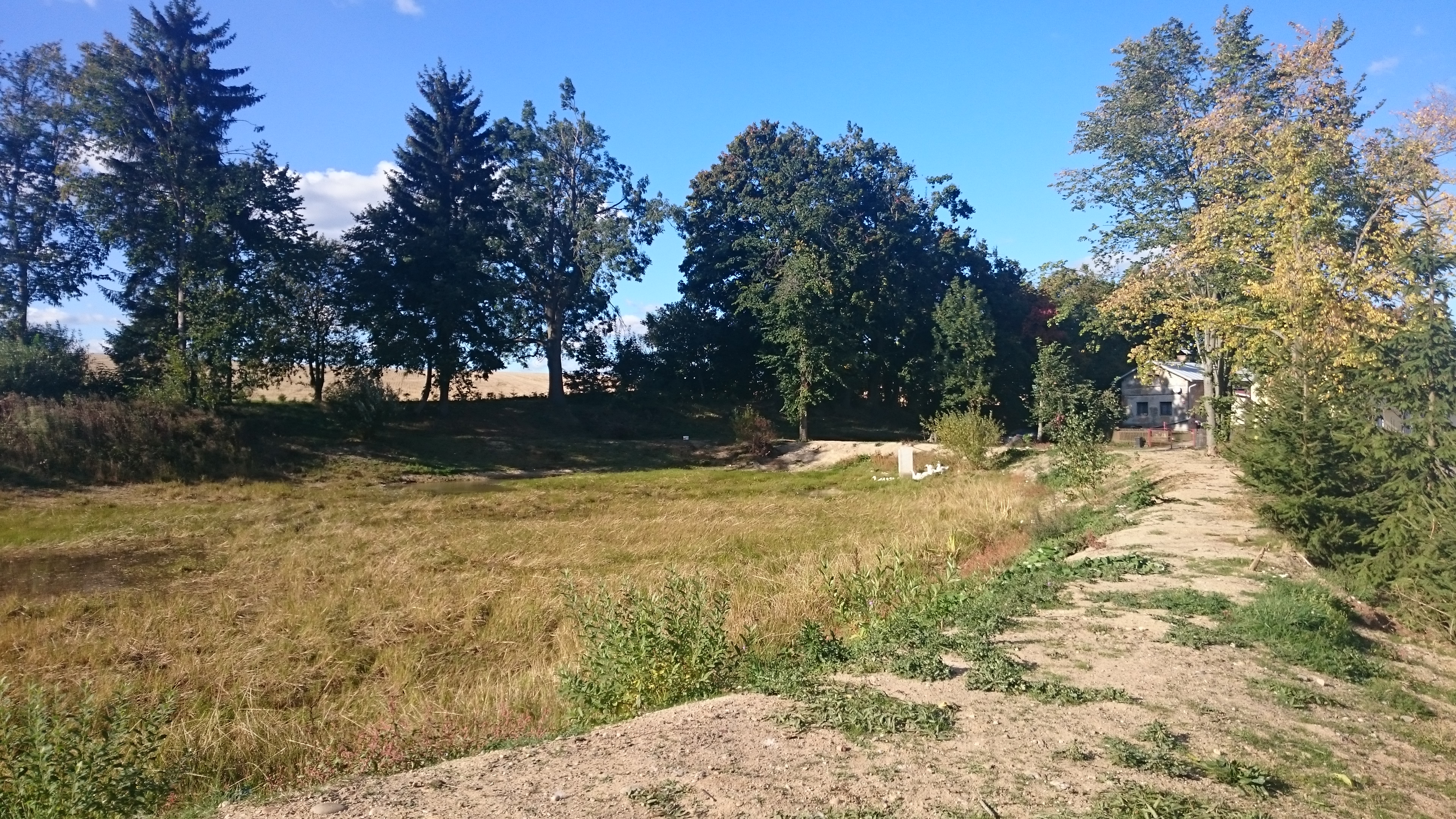
Hráz vypuštěného rybníka
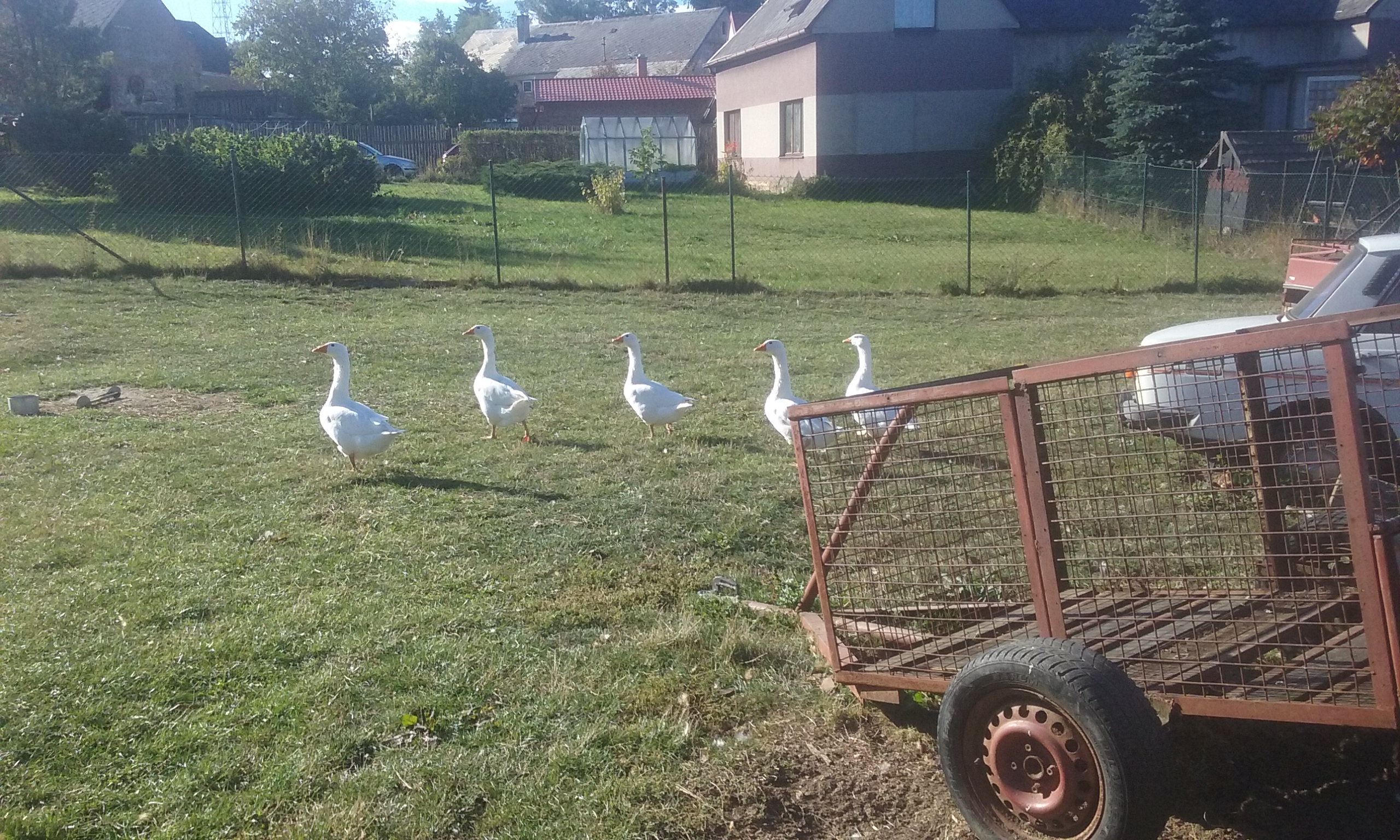
Husy
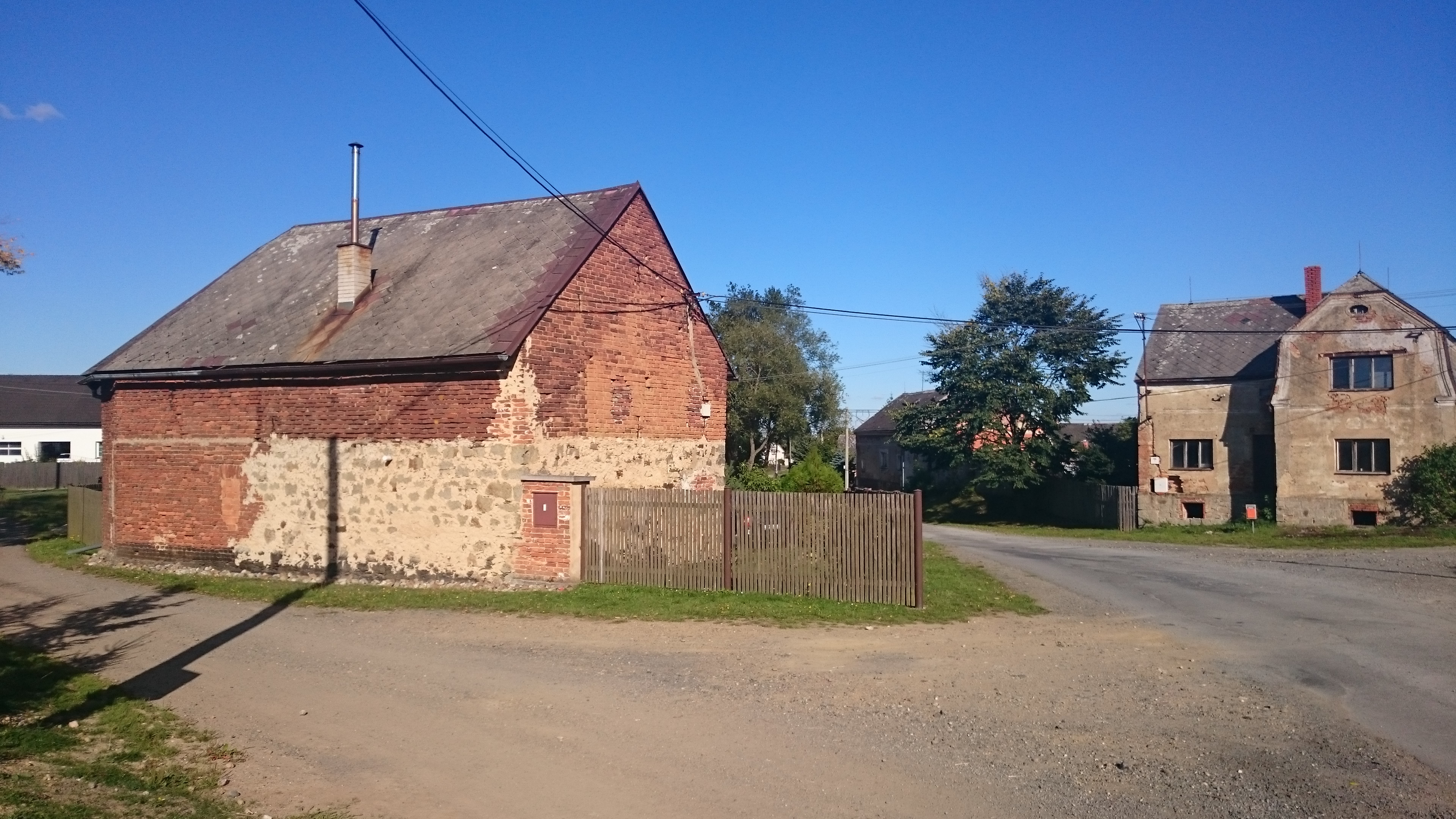
Rozcestí